# Carmen Osuna Cubero
Carmen Osuna Cubero (La Rambla, Còrdova, 11 de gener de 1958) és una metgessa i política valenciana, que ha estat diputada a les Corts Valencianes en la V Legislatura.
Llicenciada en medicina, s'especialitzà en pediatria. Establerta a Elx, s'afilià a la UGT i al PSPV-PSOE, de l'executiva del qual al Baix Vinalopó arribaria a formar part. Fou escollida diputada a les eleccions a les Corts Valencianes de 1999. De 1999 a 2003 fou secretària de la Comissió d'Indústria, Comerç i Turisme de les Corts Valencianes.
En 2012 formà part de la llista de delegats que la secció del PSOE-Elx va enviar al Congrés Comarcal i Regional.